# فرانز كلاين (أستاذ جامعي)
فرانز كلاين (بالإنجليزية: Franz Kline)‏ هو رسام وفنان أمريكي، ولد في 23 مايو 1910 في ويلكس بار في الولايات المتحدة، وتوفي في 13 مايو 1962 في نيويورك في الولايات المتحدة.

## وصلات خارجية
- فرانز كلاين على موقع الموسوعة البريطانية (الإنجليزية)
- فرانز كلاين على موقع ميوزك برينز (الإنجليزية)
- فرانز كلاين على موقع إن إن دي بي (الإنجليزية)
- فرانز كلاين على موقع ديسكوغز (الإنجليزية)